# Year Zero
A (Halo 24 néven is ismert) Year Zero egy Nine Inch Nails stúdióalbum, amely Európában 2007. április 16-án, az Egyesült Államokban másnap, Japánban pedig 2007. április 25-én jelent meg. A produceri munkákban a Nine Inch Nails frontembere, Trent Reznor mellett közreműködött a hangmérnök Atticus Ross, az album keverését egy másik régi munkatárs, Alan Moulder végezte (mindketten hasonló feladatokat láttak el a NIN előző, With Teeth c. stúdióalbumán is), a masterelésért pedig Brian Gardner felel. Egy 2005-ös Kerrang!-interjúban Reznor szándékait fejezte ki azzal kapcsolatban, hogy a With Teeth turné alatt új anyagot írjon a következő albumhoz, és a 2006. szeptemberi hírek szerint valóban így történt. A Year Zero keverése 2007 januárjában kezdődött, és Reznor állítása szerint, amelyet a Nine Inch Nails hivatalos rajongói klubjának weboldalán elérhető blog bejegyzésében tett közzé, az album 2007. február 5-én készült el.

## Promóció
2007. február 12-én a rajongók arra lettek figyelmesek, hogy az új Nine Inch Nails turnén kapható egyik póló feliratában világosabb színnel kiemelt betűk fedezhetők fel, azokból pedig az "I am trying to believe" ("próbálok hinni") szöveg olvasható ki. Kiderült, hogy iamtryingtobelieve.com címen elérhető egy regisztrált weboldal is, és hamarosan számos kapcsolódó weboldalt fedeztek fel az oldal IP címe alapján, amelyek mindegyike egy disztópikus víziót ír le világunk tizenöt év múlva lehetséges állapotáról. A weboldalakon olvasható tudósítások részben olyan eseményekről szólnak, amelyek a "0000". évben játszódnak. A Digit Online később hírül adta, hogy a 42 Entertainment hozta létre ezeket a weboldalakat a Year Zero promóciója céljából. A Rolling Stone leírása szerint a rajongók ilyen szintű bevonása a promócióba a "marketing csapat álma". Bár Trent Reznor úgy nyilatkozott, hogy "A 'marketing' kifejezés ebben a pillanatban mindenképp rossz érzéssel tölt el. Amit most tapasztalni kezdetek, AZ a 'year zero'. Ez nem valamiféle trükk, hogy rávegyünk, hogy vedd meg a lemezt – EZ a műalkotás formája… és még csak most indultunk el. Remélem, élvezitek az utazást."

### USB drive-ok
2007. február 12-én Portugáliában, a lisszaboni NIN koncert idején a rajongók egy pendrive-ot találtak a mosdóhelyiségben. Az USB drive a "My Violent Heart" c. számot tartalmazta jó minőségű MP3 formájában, amely gyorsan elterjedt az interneten. Egy másik USB drive is felbukkant ugyanezzel a számmal Madridban.
A február 19-én Barcelonában talált USB drive pedig már egy újabb számot, a "Me, I'm Not" címűt tartalmazta egy másik, rejtett üzenetet hordozó MP3 mellett.
A február 25-én Manchesterben felfedezett harmadik USB drive az "In This Twilight" c. számot, valamint egy képet tartalmazott a romokban álló Hollywood feliratról.
Az USB drive-ok promóciós célokra történő alkalmazásáról Reznor így nyilatkozott:

„Az USB drive egyszerűen csak a módszer része volt, aminek segítségével kijuttattuk a zenét és az adatokat, amiket ki akartunk. A CD mint a közvetítés eszköze idejétmúlt és irreleváns. Tökéletesen nyilvánvaló, mit akarnak az emberek – DRM-mentes zenét, amivel azt csinálhatnak, amit akarnak. Ha a pénzéhes lemezipar magáévá tenné ezt a gondolatot, tényleg azt gondolom, hogy az emberek fizetnének a zenéért, és még többet fogyasztanának belőle.”

### Előzetes
2007. február 22-én egy előzetes jelent meg a hivatalos Year Zero weboldalon. A filmben feltűnik egy pillanatra egy kék útmenti táblán az "I AM TRYING TO BELIEVE" felirat, mint ahogy látható benne egy torzított képsoron a "The Presence" ("A Jelenlét") nevű jelenség is. Bár a megjelenése idején még nem volt ismert, de az előzetesben hallható zene a Year Zero tizennegyedik, "Another Version of the Truth" c. számából készült átdolgozás.

### Rádió
A "The Beginning of the End" c. dalt a KROQ 2007. március 3-án játszotta le először éjjel 1 és 2 óra között. Habár a dal nem lett hivatalosan "kiszivárogtatva", nem sokkal ezután egy rádiófelvétel kezdett terjedni az interneten.
2007. április 4-én a KROQ-on debütált a "Capital G" is, az album hetedik száma, és második kislemeze.

### Streaming
2007. április 4-én az egész album meghallgathatóvá vált az album hivatalos weboldalán. 2007. április 10-étől az album a Nine Inch Nails MySpace oldalán is meghallgatható.

## Téma
Reznor állítása szerint a Year Zero koncept album, amely "szólhat a világvégéről", és "irányváltoztatást" jelöl olyan szempontból, hogy "nem olyan hangzású, mint a With Teeth". A 2006-os turnén kapható árucikkek designjában nyilvánvaló utalások fedezhetők fel az Egyesült Államok hadseregére, ami "jövőbeli irányokat tükröz".
Tizenöt eredeti dalt szántak az albumra, amelyet Reznor csak úgy jellemzett, hogy "Erősen konceptuális. Elég zajos. Kibaszott jó." Majd később hozzátette, hogy amikor befejez egy új albumot, általában "meg kell küzdenie az emberekkel, akiknek az a dolga, hogy kitalálják, hogy adják el a lemezt. Az egyetlen alkalom, amikor ez nem történt meg, az a With Teeth esetében volt. Ezúttal azonban hatalmas küzdelemre számít. [A Year Zero] nem egy különösen barátságos lemez, és hangzásában biztosan nem hasonlít semmire, amiket manapság hallani." Reznor továbbá elégedetlenségét fejezte ki a rockzene jelenleg divatos irányzataival, különösképp az emo zenével kapcsolatban.

### Hangzás
A Rolling Stone-ban Trent Reznor úgy fogalmazott, hogy "nagy inspiráció volt [az album hangzását illetőleg] a korai Public Enemy – a hangkollázs-szerű dolog", valamint inspiráló hatással volt rá Hank Shocklee csapata, a The Bomb Squad, különösen az az innovatív építkezési mód, ahogyan ők a rétegzett hangmintákat és loopokat egymásra pakolják. Mindemellett világosan kijelentette, hogy az album nem lesz hiphop lemez.
Ezen kívül az is kiderült, hogy a Year Zero "nem súlyos, legalábbis bármiféle heavy metal értelemben".
A Spin magazinnak lehetősége nyílt az új albumba még megjelenés előtt belehallgatni, az ő leírásuk szerint, amit az album közvetít, az "egy kompaktabb, közvetlenebb Trent… valószínűleg a legminimalistább, ami a Nine Inch Nails valaha volt. Ezzel ellentétben, Trent a dalszövegekben kilép eddigi témájából - önmagából, mert ezúttal egy Amerika állapotáról szóló jelentéshez hasonló igazi üzenetről van szó, egy sci-fi koncept albumba burkolva, amely egy, a nem túl távoli jövőben fennálló totalitáriánus kormányzatról szól."

## Számlista
A Year Zero mini-oldalon kezdetben csak üres négyzetek voltak láthatók, a dalcímekben szereplő betűk számával megegyező számban. Megközelítőleg napi rendszerességgel frissült az oldalon látható ábra, egyre teljesebb mértékben kitöltve az üres négyzeteket, és egyesével felfedve ezáltal az egyes dalcímeket. Ez 2007. február 12-éig folytatódott, amikor a teljes számlista megjelent.
1. "Hyperpower!" – 1:42
2. "The Beginning of the End" – 2:47
3. "Survivalism" – 4:24
4. "The Good Soldier" – 3:23
5. "Vessel" – 4:53
6. "Me, I'm Not" – 4:52
7. "Capital G" – 3:50
8. "My Violent Heart" – 4:14
9. "The Warning" – 3:39
10. "God Given" – 3:51
11. "Meet Your Master" – 4:09
12. "The Greater Good" – 4:52
13. "The Great Destroyer" – 3:17
14. "Another Version of the Truth" – 4:09
15. "In This Twilight" – 3:34
16. "Zero-Sum" – 6:15

## Kiszivárgás
2007. április 1-jén egy bootleg felvétel tűnt fel számos peer-to-peer hálózatban, amely a 2007. március 18-án tartott chicagói (Illinois) listening party-ról származott. A felvétel nagyon gyenge minőségű volt, valószínűleg egy mobiltelefonnal rögzítették.
2007. április 4-én egy jó minőségű felvétel is megjelent a peer-to-peer hálózatokban a listening partikra szánt promóciós lemezek hanganyagáról. Talán a kiszivárgásra reagálva, és a kalózkodás megelőzése végett, még aznap délután az egész album ingyenesen meghallgathatóvá vált az album hivatalos weboldalán.
Feltehetőleg szintén a kiszivárgásra adott válaszul, Trent Reznor megbízására a chicagói Q101 rádióadó lejátszotta az egész albumot.

## "Survivalism" kislemez
2007. január 31-én a Blabbermouth hírül adta, hogy a Nine Inch Nails 2007. február 5-én kezdi az első, "Survivalism" c. kislemezéhez készülő videóklip forgatását Los Angeles térségében. Az FMQB híre szerint a "Survivalism" február 27-én, ill. március 6-án érkezett volna a rádiókhoz; de Észak-Amerikában már 2007. február 15-én debütált a kislemez a torontói 102.1 the edge rádióadóban, míg a KROQ másnap követte a példáját. Röviddel azután, hogy az Egyesült Államokban a KROQ-ban debütált a dal, sok más rádióadó is országszerte játszani kezdte. A Nine Inch Nails élőben először 2007. február 19-én adta elő a dalt Barcelonában.
A dalhoz készült videó pendrive-okon keresztül került nyilvánosságra a 2007. március 7-én Londonban tartott koncerten.

## Film projekt
A Kerrang! Radio adta hírül, hogy "[Reznor] beismerte, hogy már megbeszélések folynak az új albuma filmesített változatáról, egy koncept darabról van szó, amelynek második része jövőre várható. Reznor korábban már megjegyezte, hogy a Year Zero "számos dologból álló nagyobb kép része, amiken most dolgozom. Lényegében egy nemlétező filmhez írtam filmzenét."

## Közreműködők
- Trent Reznor – producer, előadás
- Atticus Ross – producer, sound design[10]
- Alan Moulder – keverés[10]
- Brian "Big Bass" Gardner – mastering
- Josh Freese – dobok: "Hyperpower!" [22] és "Capital G"
- Saul Williams – vokál: "Survivalism"[40] és "Me, I'm Not"

## Listás helyezések

### Kislemezek
| Év   | Kislemez      | Lista                       | Helyezés |
| ---- | ------------- | --------------------------- | -------- |
| 2007 | "Survivalism" | U.S. Billboard Hot 100      | 68       |
| 2007 | "Survivalism" | U.S. Modern Rock Tracks     | 1        |
| 2007 | "Survivalism" | U.S. Mainstream Rock Tracks | 14       |